# Stiodesmus puerilis
Stiodesmus puerilis är en mångfotingart som beskrevs av Christoph D. Schubart 1955. Stiodesmus puerilis ingår i släktet Stiodesmus och familjen fingerdubbelfotingar. Inga underarter finns listade i Catalogue of Life.